# Pedregalito 1.ª Sección (Vicente Guerrero)
Pedregalito 1.ª Sección (Vicente Guerrero) es una localidad del municipio de Huimanguillo ubicado en la subregión de la Chontalpa del estado mexicano de Tabasco.

## Geografía
La localidad de Pedregalito 1.ª Sección (Vicente Guerrero) se sitúa en las coordenadas geográficas 17°32′19″N 93°34′03″O / 17.538611, -93.567500, a una elevación de 48 metros sobre el nivel del mar.

## Demografía
Según el Conteo de Población y Vivienda 2020, efectuado por el Instituto Nacional de Estadística y Geografía, la localidad de Pedregalito 1.ª Sección (Vicente Guerrero) tiene 167 habitantes, de los cuales 87 son del sexo masculino y 80 del sexo femenino. Su tasa de fecundidad es de 3.4 hijos por mujer y tiene 38 viviendas particulares habitadas.
| Gráfica de evolución demográfica de Pedregalito 1.ª Sección (Vicente Guerrero) entre 2000 y 2020 |
|                                                                                                  |
| INEGI.                                                                                           |